# René Kraay
René Kraay (Hilversum, 28 september 1961) is een Nederlands voormalig profvoetballer die als verdediger speelde.
Kraay kwam in 1978 van Hilversumse Boys bij AFC Ajax. Hij maakte zijn debuut op 7 november 1979 in de terugwedstrijd in de achtste finale van de Europacup 1 bij Omonia Nicosia. Kraay speelde de hele wedstrijd, die in een 4-0 nederlaag eindigde, en kreeg een gele kaart. Trainer Leo Beenhakker had een B-selectie opgesteld aangezien Ajax de thuiswedstrijd reeds met 10-0 gewonnen had. Kraay brak niet door maar vierde wel de landstitel in 1980 mee. In het seizoen 1981/82 werd hij verhuurd aan Vitesse. Kraay speelde daar 21 wedstrijden in de Eerste divisie.  Medio 1982 liep zijn contract af en vond Kraay geen nieuwe club. Hij ging bij de amateurs van Hilversumse Boys spelen. Medio 1984 kreeg hij via Beenhakker een nieuwe kans in het profvoetbal bij FC Volendam. Hij speelde in tien wedstrijden in de Eredivisie, maar dit werd geen succes. In januari 1985 werd zijn contract ontbonden. Kraay keerde terug bij Hilversumse Boys.
Hij was Nederlands jeugdinternational en maakte deel uit van de selectie op het Europees kampioenschap voetbal onder 18 - 1980 waarop Nederland als vierde eindigde.